# Политика японского милитаризма (1920—1945)
Милитаристские тенденции в японской политике первой половины XX века проявились уже в 1910 году, когда Япония аннексировала Корею. Шовинистическая идеология японского милитаризма оформилась в период между 1920 (начало мирового кризиса и экономического спада, спровоцировавшего нарастание тоталитаризма) и 1927 годами.
25 декабря 1926 года японский императорский трон унаследовал 25-летний Сёва (Хирохито). Первые двадцать лет его правления (1926—1945) прошли под знаком растущей военной мощи страны. С 1932 года, когда был убит очередной премьер-министр, Инукаи Цуёси, японские военные, обладавшие правом вето при формировании кабинета министров, практически полностью контролировали всю политическую жизнь Японии, что привело к развязыванию Японо-китайской войны (1937—1945), а затем и к вступлению Японии во Вторую мировую войну.
Внешняя политика Японии в этот период характеризуется как пара-фашистская или милитаристская.
Основной внешнеполитической целью Японии было расширение зоны влияния в Восточной Азии. В условиях гражданской войны в Китае, активного советского проникновения в Синьцзян, Монголию и Северную Маньчжурию, советско-китайского конфликта и англо-американского соперничества Япония сделала ставку на военно-политическое решение дальневосточных проблем. Использование межимпериалистических противоречий в регионе, антибольшевистская и антиколониальная пропаганда, обретение союзников в Европе (нацистская Германия и фашистская Италия) позволили Японии проводить экспансионистский курс и при этом на первых порах сохранять приемлемые отношения с прочими участниками борьбы за влияние в регионе.
Используя разобщённость СССР и Запада и соперничество великих держав на Дальнем Востоке, Япония начала насильственную ревизию Версальско-Вашингтонской системы международных отношений. Оказавшись перед выбором направления дальнейшей экспансии, Япония, однако, решила не доводить дело до войны с СССР и вести осторожную политику в Китае, пытаясь расширить зону своего влияния мирными средствами и создать в Маньчжурии военно-экономическую базу для будущего.
Летом 1937 года, учитывая занятость Великобритании и Франции испанскими событиями, сотрудничество с Германией и Италией и не опасаясь вмешательства США, Япония решилась перейти к активным действиям на континенте. 7 июля 1937 года Япония начала войну в Китае. Поскольку великие державы в условиях начавшегося кризиса старались не портить отношений с Японией, поглощавшей значительную часть их экспорта, конференция стран — участниц «Договора девяти держав», состоявшейся в ноябре 1937 года, в силу общего нежелания вмешиваться в японо-китайский конфликт закончилась безрезультатно, обозначив крах Вашингтонской системы.
3 ноября 1938 года Япония заявила о планах создания «Великой Восточной Азии».

## Зарождение и развитие японского милитаризма

### Экономическая ситуация
Япония довольно успешно использовала Первую мировую войну 1914—1918 гг. для своего экономического развития, увеличив на 25 % свое национальное богатство. Ослабление конкуренции великих держав на Дальнем Востоке позволило японской промышленности развиваться за счёт экспорта, но восстановление довоенной ситуации привело к спаду вследствие узости внутреннего рынка. В 1920—1923 годах японская экономика переживала кризис, осложнённый землетрясением в районе Токио.

### Вашингтонская конференция (1921—1922)
В ноябре 1921 года в Вашингтоне была созвана международная конференция, имевшая целью рассмотрение вопросов о послевоенном соотношении сил в Тихоокеанском бассейне и об ограничении морских вооружений. В ходе конференции было установлено новое соотношение сил на Дальнем Востоке, в основе которого лежало партнёрство великих держав на базе консенсуса по военно-морским проблемам, взаимных гарантий региональных интересов и общих принципов политики в Китае. Япония была вынуждена отказаться от союза с Великобританией и ограничить свои притязания в Китае и России, но получила гарантии военно-морской безопасности и, таким образом, оказалась в роли основного гаранта Вашингтонской системы международных отношений. Одним из соглашений, подписанных на конференции, стал «Договор девяти держав» (США, Британия, Франция, Япония, Италия, Бельгия, Голландия, Португалия и Китай), провозглашавший принцип уважения суверенитета, территориальной и административной неприкосновенности Китая. Он обязывал всех участников придерживаться принципов «открытых дверей» и «равных возможностей» в торговле и развитии промышленности на всей территории Китая.

### 1927—1928
25 декабря 1926 года японский императорский трон унаследовал 25-летний Сёва (Хирохито). Первая часть его правления (1926—1945) прошла под знаком растущего милитаризма. Уже с 1900 года императорские армия и флот Японии обладали правом вето при формировании кабинета министров. С 1932 года, когда был убит очередной премьер-министр Инукаи Цуёси, военные получили практически полный контроль над всей политической жизнью Японии, что привело к развязыванию Японско-китайской войны (1937—1945), а затем и к вступлению Японии во Вторую мировую войну.
В 1927 году в Японии, ослабленной финансовым кризисом, произошла смена власти. 20 апреля премьер-министром стал генерал Танака Гиити, сменивший Вакацуки Рэйдзиро. Новому премьер-министру позднее приписывалось авторство так называемого «Меморандума Танаки», согласно которому для достижения мирового господства Япония должна была завоевать Маньчжурию и Монголию, а впоследствии и весь Китай. Утверждалось, что Танака представил свой меморандум императору в 1927 году и получил его одобрение. Этот документ фигурировал впоследствии среди доказательств, предъявленных в ходе Токийского международного военного трибунала над японскими военными преступниками (1946—1948).
Танака сразу же приступил к проведению агрессивной внешней политики. В течение 1927—1928 годов он трижды направлял войска в Китай, раздираемый гражданской войной. Уже 27 мая 1927 года японские войска в первый раз отправились в Шаньдун для прикрытия японского ставленника в Пекине, лидера маньчжурской Фэнтяньской клики Чжан Цзолиня от Национально-революционной армии (главнокомандующий Чан Кайши). Перед японским руководством встал вопрос об определении внешнеполитической линии в создавшейся обстановке, и в ходе Восточных конференций июня — августа 1927 года было решено усилить экспансию в Китае. В начале сентября 1927 года японские войска были выведены из Шаньдуна, а Чан Кайши посетил Японию, пытаясь урегулировать отношения в условиях начала гражданской войны на юге Китая. Визит закончился без особых результатов, и нанкинское правительство стало ориентироваться на США, которые использовали эту возможность для усиления своих позиций в Китае.
После заключения в марте — апреле 1928 года соглашений между нанкинским правительством и США, НРА начала поход на Пекин. Япония вновь использовала войска в Шаньдуне, но не смогла удержать Чжан Цзолиня от вывода его войск из Пекина и отступления к Шэньяну. Сам Чжан Цзолинь, который попал под подозрение в намерении договориться с Чан Кайши и американцами, был убит в результате диверсии во время возвращения в Мукден (Хуангутуньский инцидент). В его гибели обвинили японскую разведку.
В результате последовавшего политического кризиса, утратив поддержку и подвергаясь критике как со стороны парламента, так и со стороны самого императора Хирохито, Танака и его кабинет ушли в отставку. Новым премьер-министром стал Осати Хамагути.
Открытое вмешательство Японии привело к росту антияпонского движения в Китае. 5 июня 1928 года НРА заняла Пекин, 25 июля правительство Чан Кайши было признано США, а 20 декабря — Великобританией. После смерти Чжан Цзолиня командование его войсками и власть над Маньчжурией унаследовал его сын Чжан Сюэлян. 29 декабря 1928 года Чжан Сюэлян признал власть Гоминьдана над Маньчжурией. В этих условиях Япония, опасаясь ухудшить отношения с США и Англией, в мае 1929 года вывела свои войска из Шаньдуна и 3 июня 1929 года вместе с Германией и Италией признала новое правительство в Китае.

### Начало 1930-х годов
К началу 1930-х годов японские правящие круги представляли собой три главные политические силы: парламентские партии (выражавшие интересы крупнейших японских концернов), государственная бюрократия и военных. Военная реформа 1922 года привела к массовому притоку в офицерский корпус выходцев из небогатых слоёв города и деревни — так называемых «молодых офицеров», которые оказались чрезвычайно восприимчивыми к ультраправой идеологии. В начале 1930-х годов это привело к расколу внутри самих военных. Генералы Садао Араки и Дзиндзабуро Мадзаки вместе с несколькими офицерами создали группировку «Кодоха» («Группа императорского пути»), идеология которой была близка к концепции «национал-социализма». Радикалы из группы Кодоха намеревались прийти к власти путём военного переворота, приостановки действия конституции и установления диктатуры. В противовес им генералы Кадзусигэ Угаки, Тэцудзан Нагата, Хадзимэ Сугияку, Куниаки Коисо, Ёсидзиро Умэдзу и Хидэки Тодзио организовали группировку «Тосэйха» («Группу контроля»), целью которой было постепенное установление контроля над существующими государственными институтами при сохранении строгой лояльности государству.
Ратификация Японией Лондонского морского договора 1 октября 1930 года вызвала ярость японских правых радикалов. Утром 14 ноября на платформе Токийского вокзала был тяжело ранен выстрелом из пистолета премьер-министр Осати Хамагути. Это покушение подхлестнуло шовинистические настроения по всей стране.
В сентябре 1931 года войска Квантунской армии вторглись в Маньчжурию. Не получивший помощи от Нанкина Чжан Сюэлян, стремясь сохранить войска, отвёл их, не ввязываясь в серьёзные бои с японцами.
21 сентября 1931 года на заседании Лиги Наций Китай официально внёс в повестку дня вопрос об агрессивных действиях Японии. В ответ на обращение Лиги японское правительство заявило, что Япония не имеет никаких территориальных претензий в Маньчжурии и в кратчайший срок выведет войска после наведения порядка и очищения Маньчжурии от коммунистических элементов. Однако Квантунская армия продолжала боевые действия, получив при этом поддержку как значительной части японской общественности, так и ведущих политических партий.
Успех армейской операции в Маньчжурии побудил политически соперничающий с армией японский флот перейти к активным действиям. 23 января 1932 года японский флот попытался захватить Шанхай, но ожесточённое сопротивление китайских войск и дипломатическое вмешательство западных держав не позволили ему это сделать. 3 марта 1932 года командование японских войск в Шанхае опубликовало заявление о прекращении боевых действий и вывело войска из Шанхая.
Тем временем в Маньчжурии встал вопрос о статусе оккупированных областей. Был выбран вариант создания там марионеточного государства. 1 марта 1932 года было провозглашено образование Маньчжоу-го.
23 февраля 1933 года Квантунская армия вторглась в китайскую провинцию Жэхэ, захватив её и часть Внутренней Монголии, после чего присоединила эту территорию к Маньчжоу-го.
24 февраля 1933 года сессия Лиги Наций вынесла резолюцию о японо-китайском конфликте, в которой при признании «особых прав и интересов» Японии в этом районе Китая захват Маньчжурии объявлялся нарушением Японией «Договора девяти держав». В ответ Япония вышла из Лиги Наций, что получило одобрение японского общественного мнения, подготовленного СМИ к осуществлению «независимой политики». Покидая Лигу Наций, министр иностранных дел Японии Ёсукэ Мацуока на прощание заявил с её трибуны:

Через несколько лет мы будем поняты миром, как им был понят Иисус из Назарета… Миссия Японии состоит в том, чтобы руководить миром духовно и интеллектуально… Япония станет колыбелью нового мессии.

Провал интервенции в Шанхае и конфликт с Лигой Наций привели к активизации в Японии ультраправых. Начались убийства политических деятелей, а 15 мая 1932 года была совершена попытка путча, во время которой был смертельно ранен премьер-министр Японии Инукаи Цуёси. Во время процесса над путчистами-террористами в Токио шёл поток петиций, в которых выражалось сочувствие подсудимым как «истинным патриотам и верноподданным императора». Адвокаты заключённых предоставили суду 111 тысяч писем с просьбами о помиловании.

### Середина 1930-х годов
В 1934 году при формировании нового кабинета министров армия и флот потребовали аннулировать решения Вашингтонской конференции и добиваться равного с США тоннажа военно-морского флота. На подготовительной конференции по сокращению морских вооружений в октябре 1934 года в Лондоне японская делегация выдвинула предложение о равенстве японского флота с флотами США и Великобритании. Более того, она предложила всем странам-участницам встречи аннулировать Вашингтонское соглашение. Встретив отказ, Япония 29 декабря 1934 года заявила об одностороннем выходе из Вашингтонского соглашения. Тем не менее, Япония приняла участие в конференции по ограничению морских вооружений в Лондоне в декабре 1935 года, но после того, как японское предложение о равенстве флотов было отклонено и там, японская делегация покинула конференцию.
Летом 1935 года между китайскими и японскими войсками произошёл конфликт в северной части провинции Чахар. В результате подписанного соглашения Китаю пришлось демилитаризовать ещё одну часть своей территории, на которой Япония организовала подконтрольную её администрацию. Примерно в это же время Япония вынудила Китай подписать соглашение, касающееся восточной части провинции Хэбэй, на территории которой также было сформировано автономное правительство.
В начале 1936 года в Японии прошли очередные парламентские выборы. Всего через шесть дней после выборов Японию потряс кровавый путч: мятежники убили ряд высших государственных лиц, захватили центральные кварталы Токио, включая резиденцию премьера и здание парламента. Император Хирохито призвал для подавления путчистов флот и императорскую гвардию. После подавления путча девятнадцать его зачинщиков были повешены. Разгром путча фактически положил конец праворадикальному движению фашистского типа в Японии, однако правящие круги восприняли многие из идей путчистов и впоследствии претворили их в жизнь.
После подавления путча правительство ушло в отставку. Новое правительство сформировал бывший министр иностранных дел Коки Хирота. Лишь четыре министерских портфеля были предоставлены политическим партиям, остальные десять были распределены согласно пожеланиям военных. Программа нового кабинета «Основные принципы национальной политики» включала в себя широкую программу вооружений, усиление «национальной обороны» в Маньчжурии, проведение коренных преобразований внутри страны в области политики, экономики и административного управления. Выступая перед парламентариями, военный министр генерал Хисаити Тэраути изложил свои планы создания «тотального государства» как предпосылки для «тотальной мобилизации японского народа» (под этим подразумевалось полное исключение политических партий и парламента из сферы принятия государственных решений).
Планы создания «тотального государства» сопровождались уточнением ориентиров японской внешней политики. Изменение ситуации в Европе стимулировало сближение Германии, Италии и Японии. Вступление СССР в Лигу Наций и поддержка Москвой Монгольской Народной Республики потребовали от Японии поиска антисоветских союзников в Европе, поэтому в Токио благосклонно восприняли начавшиеся с мая 1935 года германские зондажи. Осенью 1935 года и весной 1936 года на монголо-маньчжурской границе произошли новые столкновения, что вынудило СССР открыто заявить о своём союзе с МНР. Это, в свою очередь, ускорило заключение Германией и Японией Антикоминтерновского пакта 25 ноября 1936 года, которое было подкреплено новым столкновением на маньчжуро-советской границе у озера Ханка 26—27 ноября 1936 года.
Несмотря на существование мирных соглашений с Китаем, Япония продолжала боевые действия на территории Китая, только вела их чужими руками. В 1936 году, в частности, она поддержала сепаратистов из Внутренней Монголии, провозгласивших создание собственного государства Мэнцзян.
Оккупация Маньчжурии и создание на её территории марионеточного государства Маньчжоу-го укрепили стратегические позиции Японии на азиатском материке. Перемирие в Тангу, заключённое в мае 1933 года, наряду с соглашениями лета 1935 года, позволили японской армии контролировать положение в северных провинциях Китая. Этот район, который японцы называли «независимым государством Восточный Хэбэй», являлся перевалочным пунктом для ввоза японских товаров в Китай, минуя китайские таможни. Японские военные, однако, не были удовлетворены ситуацией с точки зрения стоявших перед ними стратегических задач. По мнению генерала Тодзё Хидэки, в то время начальника штаба Квантунской армии, «если рассматривать теперешнюю обстановку в Китае с точки зрения подготовки войны с Советским Союзом, то наиболее целесообразной политикой является нанесение прежде всего удара … по нанкинскому правительству, что устранило бы угрозу нашему тылу».
Учитывая занятость Англии и Франции испанскими событиями, сотрудничество с Германией и Италией и не опасаясь вмешательства США, Япония решилась перейти к активным действиям на континенте. 7 июля 1937 года Япония развязала полномасштабную войну против Китая. В японской историографии эту войну традиционно называют «китайским инцидентом», что отражает первоначальное представление японских генералов о предполагаемом характере военных действий в Китае. Японские милитаристы готовились к «большой войне» с Советским Союзом, тогда как Китай не считался серьёзным противником, а потому и «настоящая» война с Китаем не принималась в расчёт в военных планах. Действия против него рассматривались как вспомогательная операция. Неожиданно упорное сопротивление гоминьдановского правительства заставило японское командование усиливать военную группировку и расширять боевые действия. Постоянное ожидание того, что война в Китае вот-вот завершится победой, постепенно изматывало японскую экономику. Когда стало ясно, что «китайский инцидент» на севере и «шанхайский инцидент» на юге превратились в одну большую затяжную войну, было уже слишком поздно.

### Японо-китайская война
С объявлением войны в Японии была проведена мобилизация. Собравшийся в сентябре 1937 года на чрезвычайное заседание парламент был вынужден откорректировать бюджет: даже первоначальный, ещё невоенный бюджет был обеспечен доходами лишь на одну треть (остальную часть предполагалось покрыть за счёт государственных займов), с учётом же дополнительных расходов покрытие бюджета могли обеспечить лишь чрезвычайные меры. В связи с этим экономика Японии начала переходить на военные рельсы. Были приняты законы о контроле над военным хозяйством, над торговым судоходством, над производством и распределением искусственных удобрений и т. п., но важнейшее место занял закон о контроле над военными финансами, ликвидировавший свободу перемещения капитала.
Новая агрессия Японии привела к неблагоприятным для неё изменениям во внутри- и внешнеполитическом положении Китая. Уже в августе 1937 года гоминьдановское правительство согласилось на предложение китайских коммунистов о создании единого национального фронта борьбы против японских агрессоров, а 21 августа был подписан договор о ненападении между СССР и Китайской республикой.
Тем временем военные действия в Китае принимали всё более широкие масштабы. Заняв Пекин, японские войска начали мощное наступление по трем направлениям: вдоль Пекин-Тяньцзиньской железной дороги на Шаньдун, на юг по направлению к Ханькоу, а также в северо-западном направлении на Суйюань.
К августу 1937 года военные действия были перенесены в район Шанхая. Почти 3 месяца ожесточённых боёв понадобилось японской армии численностью около 100 тыс. чел., чтобы занять этот город. Продолжив продвижение вверх по долине Янцзы, 13 декабря японские войска захватили Нанкин. В ходе последовавшей за этим резни в течение нескольких дней были убиты сотни тысяч мирных граждан.
На захваченных территориях японцами создавались марионеточные правительства: Правительство Большого пути в Шанхае, Временное правительство Китайской республики в Пекине, Реформированное правительство Китайской республики в Нанкине.
К концу сентября 1937 года на территории Китая воевала японская армия численностью в 350 тыс. чел. Китайское правительство обратилось за помощью в Лигу Наций, которая передала его запрос на рассмотрение специальной конференции держав, подписавших Вашингтонский договор 1922 года. В конференции, открывшейся 3 ноября 1937 года, приняли участие также все государства, заинтересованные в ситуации на Дальнем Востоке, в том числе СССР. Япония отказалась от участия в конференции под предлогом, что она действует в Китае в порядке «самозащиты» и потому не нарушает «Договор девяти держав». Конференция завершилась лишь констатацией факта нарушения Японией «Договора девяти держав». В резолюции было выражено пожелание, что Япония пересмотрит свою позицию в отношении Китая и найдёт способ мирно урегулировать конфликт.
В декабре 1937 года японское правительство обратилось к германскому послу в Китае с просьбой о посредничестве в переговорах с Гоминьданом. 3 декабря японской стороне был передан ответ Чан Кайши, в котором сообщалось, что китайское правительство согласно на переговоры. 27 декабря правительству Китая были переданы ультимативные требования:
- отказ Китая от прокоммунистической и антияпонской политики и сотрудничество с Японией и Маньчжоу-го в борьбе с коммунизмом;
- создание демилитаризованных зон по указанию Японии под управлением специальных административных органов;
- установление тесного экономического сотрудничества между Японией, Маньчжоу-го и Китаем; выплата контрибуции[9].

Хотя в гоминьдановском правительстве не было единства по поводу японских условий, в результате горячих дискуссий было решено не принимать японские условия, после чего 16 января 1938 года премьер-министр Коноэ объявил в специальной декларации о решении прекратить всякие отношения с гоминьдановским правительством.
В январе — апреле 1938 года в результате возобновившегося японского наступления на севере было завершено завоевание Шаньдуна, но в марте — апреле в ходе сражения при Тайэрчжуане 60-тысячная группировка японцев была окружена и при прорыве из кольца потеряла 20 тысяч человек убитыми и большое количество военной техники.
В мае — июне японские войска, продолжив наступление, захватили Сюйчжоу и Кайфэн. В этих боях японцы применяли химическое и бактериологическое оружие.
В июне — июле китайцы остановили стратегическое наступление японцев на Ханькоу через Чжэнчжоу, разрушив дамбы, не дававшие разлиться реке Хуанхэ, и затопив окрестности. При этом погибло множество японских солдат, большое количество танков, грузовиков и орудий оказалось под водой или увязло в грязи.
Осенью 1938 года японцы активизировали боевые действия в центральном и южном Китае. После ожесточённых боёв, длившихся три месяца, китайская сторона была вынуждена оставить Ухань и перенести столицу в Чунцин. В октябре японцы высадились в Гуанчжоу. В результате осенью под контролем Японии оказалась бо́льшая часть промышленно развитых районов Китая и была перерезана последняя железнодорожная линия, связывавшая гоминьдановское правительство с Гонконгом, через который в основном шло снабжение китайских войск. Однако, несмотря на частные успехи, Япония не смогла достигнуть главной стратегической цели — уничтожения китайской армии.
3 ноября правительство Фумимаро Коноэ опубликовало официальное заявление, подписанное императором, о том, что на данном этапе задачей Японии является установление «нового порядка в Восточной Азии». Это означало попытку установить японскую экономическую и политическую гегемонию во всём Китае и потребовать признания такого положения другими державами. Провозглашением «нового порядка» Япония противопоставляла себя всем остальным странам, имевшим интересы в Китае. Совещание кабинета в присутствии императора 30 ноября наметило план проведения в жизнь «нового порядка в Восточной Азии», который включал, в частности, условия урегулирования отношений с «новым Китаем». Эти «условия», опубликованные 22 декабря 1938 года, включали в себя:
- признание Маньчжоу-го;
- присоединение Китая к «Антикоминтерновскому пакту»; превращение Внутренней Монголии в «особый антикоминтерновский район»;
- предоставление Японии преимущественных прав и особых привилегий в разработке естественных ресурсов Китая и Внутренней Монголии[9].

Трудности в экономике и неутешительные результаты военных действий в Китае привели к тому, что 3 января 1939 года Коноэ ушёл в отставку. Его сменил Киитиро Хиранума, более жестокий и решительный человек.
Из-за возникших трудностей Япония решила отказаться от активных действий на континенте и перейти к стратегии изматывания противника. В феврале 1939 года японцы высадили десант на острове Хайнань, имевшем важное стратегическое значение, поскольку он контролировал коммуникации между двумя британскими базами — Гонконгом и Сингапуром. В конце марта были оккупированы острова Спратли, лежащие между Индокитайским полуостровом и английской частью острова Борнео и Филиппинами.
В марте развернулось сражение за город Наньчан, который переходил из рук в руки до конца августа.
Тем временем возник пограничный конфликт на границе между Маньчжоу-го и Монголией. В результате боёв на Халхин-Голе японцы потерпели поражение, что привело к переоценке японской стороной военных возможностей СССР.
В самый разгар конфликта, 24 августа 1939 года, в Японии узнали о том, что Германия заключила с СССР Договор о ненападении. Сообщение об этом явилось настолько неприятной неожиданностью для Японии, что премьер-министр Хиранума 28 августа подал в отставку, взяв на себя ответственность за то, что Германия, которую в Японии считали союзником, заключила договор с «вероятным противником» — СССР.
Новый премьер — отставной генерал Нобуюки Абэ — заявил, что главной задачей его правительства будет разрешение китайского конфликта. При этом было подчёркнуто, что новое правительство будет проводить политику невмешательства в европейские дела (в это время в Европе началась Вторая мировая война). Заключив соглашение с Советским Союзом о прекращении военных действий на границе с Монголией, правительство Абэ обратилось к США с предложением о «восстановлении дружеских отношений». В ответ на это посол США Грю передал японскому правительству послание президента Рузвельта, в котором Вашингтон требовал от Японии извинений, а также возмещения ущерба, вызванного многочисленными посягательствами на американские права в Китае. Кроме того, американское правительство потребовало гарантий, что в Китае будут соблюдаться международные договоры и принцип «открытых дверей и равных возможностей». Невыполнение американских условий, как заявил Грю, повлечёт за собой экономические санкции в отношении Японии со стороны США.
Тем временем в Китае обстановка для японских войск складывалась не очень удачно. Хотя японцам и удавались десантные операции на побережье, но в глубине страны китайские войска смогли остановить японское наступление на Чанша и сумели вновь взять Наньчан.
К этому времени в «китайском инциденте» Япония потеряла уже около 1 млн убитыми и ранеными. В стране стали наблюдаться сложности с продовольственным обеспечением. Несмотря на нормирование основных продуктов питания, имели место перебои в снабжении рисом промышленных районов, что вызывало социальное недовольство.
14 января 1940 года Абэ Нобуюки объявил об отставке. Его сменил адмирал Ёнаи Мицумаса.

### Характеристика политического режима, сложившегося в предвоенной Японии
Среди учёных-историков существуют различные мнения относительно того, как следует характеризовать политический режим Японии 1920-х — 1940-х гг.:
1. Фашизм;
2. Парафашизм;
3. Шовинизм;
4. Милитаризм.

В настоящее время большинство учёных придерживаются последней версии, отрицая наличие фашизма в Японии тех лет.
Те, кто считает режим в Японии тех лет фашистским, ссылаются в первую очередь на то, что в Японии существовали фашистские организации. А после 26 февраля 1936 года, когда эти организации были разгромлены, в Японии, по их утверждению, сформировался так называемый «фашизм сверху». Эта точка зрения все ещё популярна среди японских исследователей.
Их оппоненты приводят следующие аргументы:
- Политический режим в Японии не имел важнейших черт фашизма, которые характеризовали политические режимы нацистской Германии, фашистской Италии, а также, в некоторой степени, Испании и Румынии. По мнению большинства исследователей, для характеристики политического режима как фашистского необходимо наличие единой правящей партии и диктатора — лидера партии. В Германии, например, с приходом к власти НСДАП сформировалась такая диктатура правящей партии с её лидером-диктатором во главе.
- В Японии фашизм существовал исключительно в форме фашистского движения, которое в феврале 1936 года было разгромлено (по прямому указанию императора), а его лидеры были казнены. После этих событий говорить о фашизме в Японии нет никаких оснований. Диктатуры в Японии не было и быть не могло, поскольку стремление к диктатуре непременно вступило бы в противоречие с патерналистским характером японского общества, замыкающегося на «богоподобного» (а значит, харизматичного уже по факту своего существования) императора[12]. В пользу отсутствия диктатуры свидетельствует хотя бы тот факт, что в 1942 году в Японии были проведены выборы в парламент. А в отсутствие диктатуры и диктатора нет никаких оснований говорить о характеристике существовавшего в Японии политического режима как фашизма.

В то же время следует подчеркнуть агрессивность Японии в отношении соседних стран и её приверженность милитаристской идеологии.
При этом Япония стремилась именно к силовому превосходству над другими народами (что свойственно шовинизму).
Незадолго до начала Второй мировой войны бывший японский посол в Италии Тосио Сиратори с гордостью писал:

Волны либерализма и демократии, которые не так давно наводняли нашу страну, теперь отступили. Широко принимавшаяся недавно теория государственного управления, которая считала парламент подлинным центром власти, теперь полностью отброшена, и наша страна быстро двигается к тоталитаризму, как основному принципу японской национальной жизни последних тридцати столетий.
— Тосио Сиратори. Июнь 1939 года

## Японский милитаризм во время Второй мировой войны
В 1940 году к власти вернулся Коноэ. Была создана новая экономическая система, при которой экономика перешла под контроль правительства
В том же 1940 году Япония подписала соглашение с Германией и Италией, в пакте эти три страны предусматривали разделение захваченной территории. Германии и Италии отдавалась Европа и Африка, а Японии Азия. В то время США и Великобритания не вмешивались в дела этих трёх стран и надеялись на нападение Германии на СССР, при условии, что их страны война обойдёт стороной.
13 апреля 1941 года Япония и Советский Союз подписали пакт о нейтралитете. Однако намерения сторон были различны. СССР рассчитывал тем самым уберечь от японской угрозы восток страны. Япония же планировала неожиданно напасть на Советский Союз и захватить весь Дальний Восток.
Так милитаристская Япония вела медленную и хитрую военную партию. Самой масштабной японской операцией следует считать нападение 7 декабря 1941 года на Перл-Харбор (Гавайская операция).

## Религия и милитаризм
Синтоизм был важной частью идеологии милитаризма. Взращённая на религии, империя поддерживала тоталитаризм и национализм, так как следуя синтоизму, император — потомок богини Аматэрасу, значит неповиновение ему карается богами. Поэтому народ повиновался пришествию тоталитаризма.
Военные генералы понимали это и пользовались, стараясь подкрепить национальные идеи религией. Особо отмечающими помощь синтоизма и связь его с народной политикой считались принц Котохито, Хэйсукэ Янагава, Куниаки Коисо и Киитиро Хиранума.
Продвижение тоталитаризма происходило независимо от воли императора. Согласие его было желательным, но не рассматривалось как необходимое.
Для укрепления власти и пропаганды милитаризма в 1941 году японское военное правительство поручило «Ассоциации помощи трону» выпускать брошюры, восхваляющие тоталитарную власть Японии. Одна из самых известных брошюр называлась «Основные принципы императорского пути». Основывалась она на канонизированной идеологии милитаризма и часто использовалась учителями в школах, как поучение растущему поколению.
После войны, в 1946 году, под давлением американских оккупационных властей император Хирохито издал рескрипт «Нингэн-сэнгэн (Декларация о человеческой природе)», воспринятый многими как отречение императора от его «божественности».

## Фашистские организации

### Ассоциация помощи трону
Ярким примером японского тоталитаризма является бюрократическая «Ассоциация помощи трону» (Тайсэй ёкусанкай, яп. 大政翼賛会), существовавшая в 1940—1945 гг. Возглавляли организацию сменяющиеся премьер-министры. Ассоциация главенствовала над другими массовыми организациями (например Молодёжная партия великой Японии). В каждой префектуре был отдел ассоциации, чей административный аппарат сменялся каждый год.
13 июня 1945 года, перед капитуляцией, японское правительство распустило ассоциацию, чтобы создать впечатление о будто бы происходившей в стране либерализации режима.

### Тосэйха
Активной фашизацией страны занималась группировка «Тосэй-ха» («Фракция контроля»), во главе которой стоял Хидэки Тодзио. Входили туда генералы и офицеры армии, выступавшие за становление в Японии фашизма и агрессивное отношение к другим странам. Среди главных членов армейской группировки были не только Хидэки Тодзио, но и такие люди как Кадзусигэ Угаки, Хадзимэ Сугияма, Куниаки Коисо, Ёсидзиро Умэдзу и Тэцудзан Нагата. Соперничала с группировкой «Кодо-ха».
Тосэй-ха попытался представить более политически консервативные (умеренные) элементы в пределах армии, в противоположность радикальному и ультранационалистическому Кодо-ха. В 1940-м году группировка добилась этого, не меняя власть и работая «консервативно». Фашизм стал национальной идеей, не теряя долю монархизма.

### Кодоха
Фракция имперского пути (яп. 皇道派 Ко:до:ха) — фракция, в которую входили лица младшего офицерского состава армии Японии. Целью организации было установление военного правительства и продвижение тоталитарных, милитаристских и экспансионистских идеалов. Фракция никогда не признавалась как политическая партия и имела авторитет лишь в пределах армии. Соперничала с группировкой «Тосэй-ха».
Kодо-ха предполагала возвращение к идеализированной прединдустриализированной, предориентированной на Запад Японии, в которой государство должно было быть очищено от коррумпированных бюрократов, авантюристических политических деятелей и жадных капиталистов.
Основателями фракции были Садао Араки и Дзиндзабуро Масаки.
В результате усиления и возвышения группировки «Тосэй-ха» Фракция имперского пути в 1940-м году пришла в упадок.

## Военные преступления милитаристской Японии
В ходе войны Императорская армия Японии совершала жестокие военные преступления на захваченных территориях. Преступления носили характер геноцида, так как были направлены на уничтожение «неяпонцев».

### Японские военные преступления в Нанкине
В декабре 1937 года, в ходе второй японо-китайской войны, солдаты Императорской Армии Японии зверски убили множество мирных жителей Нанкина, столицы Китайской Республики. По имеющимся оценкам, погибли около 300 000 мирных граждан, и ещё около 20 000 женщин (в возрасте 7—60 лет) были изнасилованы.

Вот как описывались события в Нанкине в приговоре Международного военного трибунала для Дальнего Востока:
К моменту вступления японской армии в город утром 13 декабря 1937 года всякое сопротивление прекратилось. Японские солдаты бродили толпами по городу, совершали различного рода зверства… Многие солдаты были пьяны, они проходили по улицам, без разбору убивая китайцев: мужчин, женщин и детей, пока площади, улицы и переулки не были завалены трупами. Насиловали даже девочек-подростков и старух. Многих женщин, изнасиловав, убивали, а их тела обезображивали. После ограбления магазинов и складов японские солдаты часто поджигали их. Улица Пайпин-роуд, главный торговый квартал, а также другие кварталы торговой части города были уничтожены пожаром
.
Европейцы, оставшиеся в Нанкине, организовали комитет, во главе которого стоял немецкий предприниматель Йон Рабе. Этот комитет организовал Нанкинскую зону безопасности.
До сих пор некоторые японские политики отрицают резню в Нанкине, утверждая что все материалы на этот счёт фальсифицированы. Впрочем, на сегодняшний день нет достаточных оснований утверждать, что цифра 300 000 человек достоверная. Жертв было очень много. Но никто их тогда не считал. Поэтому цифра 300 тыс. весьма приблизительная. Некоторые японские историки считают, что эту цифру впервые привели американцы, чтобы как-то нивелировать собственную ответственность за жертвы атомных бомбардировок Хиросимы и Нагасаки (см. соответствующие статьи).

### Разрушение Манилы
В феврале 1945 года, по приказу Токио, отступающие войска японской армии прибегли к разрушению города Манилы. Разрушалась образовательная инфраструктура, узлы связи, административные здания, храмы и жилые дома.
В округе Манилы также происходили разрушения. Активно зачищались деревни и близлежащие монастыри.
По некоторым меркам, число погибших мирных граждан во время инцидента в Маниле составляет более 100 000 человек.

### Батаанский марш смерти
Марш сме́рти на полуо́строве Батаа́н (таг. Martsa ng Kamatayan sa Bataan, яп. バターン死の行進 Бата: н си но ко: син), протяженностью в 97 км произошёл в 1942 году на Филиппинах после окончания битвы за Батаан и позднее был расценён как военное преступление японцев.
Точных оценок жертв нет. Минимальная оценка — 5 тыс. умерших от ран, болезней, голода и обезвоживания американцев и филиппинцев. Максимальная — 54 тыс. человек.

### Операция «Су Цин»
Операция «Су Цин» (кит. 肅清大屠殺) — карательная операция японской армии, проводившаяся против китайского населения Сингапура.
15 февраля 1942 года Япония официально утвердила оккупацию Сингапура. Оккупационные власти приняли решение полной ликвидации китайской общины. Уничтожались в основном китайцы-участники обороны Малайского полуострова и Сингапура, но под расстрел отправлялись и мирные жители. Операция по зачистке получила название «Су Цин» (с кит. — «ликвидация»). Через фильтрационные пункты прошли все проживавшие в Сингапуре китайские мужчины в возрасте от восемнадцати до пятидесяти лет. Особо опасные, по мнению японцев, индивидуумы расстреливались за чертой города.
Вскоре действие операции распространилось на весь Малайский полуостров. Из-за большого населения, армия не проводила допросы, а сразу уничтожала коренное население. В марте 1942 года операция закончилась, так как большинство военных сил было переброшено на другие фронты. Число погибших точно неизвестно. По разным мнениям, цифры колеблются от 50 до 100 тысяч погибших.

### Станции утешения
«Ста́нции утешения» (В некоторых источниках «Станции комфорта») — бордели, работавшие с 1932 по 1945 год на оккупированных Японией территориях Восточной и Юго-Восточной Азии. Заведения обслуживали солдат и офицеров японской армии.
Станции устанавливались, чтобы уменьшить число изнасилований местных женщин японскими солдатами. Такого рода поведение могло распространить среди солдат венерические заболевания и спровоцировать местное население поднять мятеж. Поначалу девушки нанимались в Японии добровольно, но вскоре спрос на станции увеличился, и использоваться стали насильно заключенные в бордели филиппинские, индонезийские и корейские девушки.
Общее количество станций на всей оккупированной территории — 400. Через них прошли по разным источникам от 50 до 300 тыс. женщин. В некоторых местах количество клиентов для одной девушки достигало до 60 солдат.
Многие заключенные девушки кончали с собой. Несмотря на очевидность преступления, современные власти Японии частично отрицают факт геноцида и военного преступления.

## «Отряд 731»
«Отряд 731» (яп. 731部隊 нанасанъити бутай); кит. трад. 七三一部隊, упр. 七三一部队, пиньинь qīsānyāo bùduì, палл. цисаньяо будуй) — отряд японских вооруженных сил, специализирующийся на исследованиях биологического оружия. Стал известен благодаря опытам над живыми людьми.
Проводились самые разные опыты: проверка биологического оружия; испытание вакцин от сыпного тифа, холеры, сибирской язвы и дизентерии; исследование венерических заболеваний (на женщинах и их плодах); а также исследования действий на человека обморожения, ядовитого газа, обезвоживания и т. д. Известно, что «Отряд 731» занимался вивисекцией людей.
Также солдаты отряда занимались утилизацией останков подопытных — тела сжигали в особых крематориях.
По сути, «Отряд 731» являлся аналогом германского «Аненербе», с той лишь разницей, что отряд был узко направлен на исследования в области медицины.

## Образованные и марионеточные государства
Японское военное правительство во время Второй мировой войны часто создавало на оккупированных территориях марионеточные государства, обеспечивающие плацдарм для дальнейших интервенций.

### Великая восточноазиатская сфера взаимного процветания
Вели́кая восточноазиа́тская сфе́ра взаи́много процвета́ния («Старое письмо» (кюдзитай): 大東亞共榮圈, «новое письмо» (синдзитай): 大東亜共栄圏 Дай-то: a Кё: эйкэн) — проект, созданный и продвигавшийся правительством и вооружёнными силами Японской империи в период правления императора Хирохито. Проект основывался на желании создать «блок азиатских народов, возглавляемый Японией и свободный от западных держав». Как утверждала официальная пропаганда, целью Японии являлось «сопроцветание» и мир в Восточной Азии, в свободе от западного колониализма. В сферу, кроме Японии, также входили нижеперечисленные страны.

### Маньчжоу-го
Маньчжо́у-го (Госуда́рство Маньчжу́рия, кит. 大滿洲帝國 — «Даманьчжоу-диго» (Великая Маньчжурская империя)) — государство образованное на оккупированной территории Маньчжурии. Существовало с 1 марта 1932 года по 19 августа 1945 года. Солдаты этой империи активно участвовали в боевых действиях на реке Халкин-Гол.Столица — Синьцзин.
Империя полностью подчинялась японскому правительству и следовала милитаристской идеологии. Но в связи с тем, что империя была политически настроена против антигитлеровской коалиции, не все страны признавали Маньчжоу-го как полноценную страну. В списке стран признавших Маньчжоу-го, большинство составляют страны Оси.
В ходе советско-японской войны СССР уничтожил Маньчжоу-го, территория в 1949 году вошла в состав КНР.

### Мэнцзян
Респу́блика Мэнцзя́н (кит. 蒙疆) была создана на оккупированной территории Внутренней Монголии, в 1936 году, в ходе войны с Китаем. Столица — Чжанцзякоу.
Национальная армия Мэнцзяна (НАМ), состоящая в основном из уроженцев Внутренней Монголии, осуществляла поддержку японской армии в районах Северного Китая и боролась с армией Монгольской Народной Республики.
В 1945 году в результате Советско-японской войны республика была ликвидирована.

### Антикоммунистическое правительство Восточного Цзи
Антикоммунистическое правительство Восточного Цзи (кит. 冀東防共自治政府) было образовано в ноябре 1935 года на территории восточной части провинции Хэбэй, которую китайским войскам пришлось оставить в соответствии с соглашением Хэ — Умэдзу. Столица — Тунчжоу. 1 февраля 1938 года было поглощено Временным правительством Китайской республики.

### Хэбэйско-Чахарский политический совет
В результате соглашения Хэ — Умэдзу Китай в 1935 году потерял восточную часть провинции Хэбэй, а в результате соглашения Циня — Доихары — провинцию Чахар. В 1936 году китайский генерал Сун Чжэюань сформировал на оставшихся частях провинций Хэбэй и Чахар Хэбэйско-Чахарский политический совет (кит. 冀察政务委员会). Хотя японцы и считали это первым шагом на пути к отделению от Китая пяти северных провинций, на самом деле этот совет стал способом сохранения их под властью Китая при формальной демилитаризации этих территорий. Совет был официально распущен 20 августа 1937 года.

### Временное правительство Китайской республики
Временное правительство Китайской республики (кит. 中華民國臨時政府) было образовано 14 декабря 1937 года на оккупированной японцами территории северного Китая. Столица — Пекин. 30 марта 1940 года было поглощено Центральным правительством Китайской республики.

### Правительство «Большого пути» города Шанхай
Правительство «Большого пути» (кит. 上海市大道政府) было образовано в ноябре 1937 года в оккупированном японцами Шанхае. После расширения контролируемых Японией территорий в мае 1938 года оно было поглощено Реформированным правительством Китайской республики.

### Реформированное правительство Китайской республики
Реформированное правительство Китайской республики (кит. 中華民國維新政府) было провозглашено японцами на оккупированной ими территории Центрального и Южного Китая 28 марта 1938 года. Столица — Нанкин. 30 марта 1940 года было поглощено Центральным правительством Китайской республики.

### Центральное правительство Китайской республики
Центральное правительство Китайской республики (кит. 中華民國) было образовано 30 марта 1940 года. Чтобы подчеркнуть его общенациональный характер, японцы распустили все прежние марионеточные правительства, созданные на оккупированных территориях. Столица — Нанкин. Прекратило существование 10 августа 1945 года.

### Государство Бирма
Госуда́рство Бирма́ — государство, образованное на оккупированной Японской империей территории Бирмы. Существовало с 1 августа 1943 года по 27 марта 1945 года.
Основными целями нападения Японии на Бирму, является вторжение для получения ценного сырья. Нападение удалось и оккупированная Бирма стала марионеточным государством Японии. Но в 1945 году BNA (национальная армия Бирмы) организовала революцию. Без поддержки армии, бирманское правительство пало.

### Азад Хинд
Свобо́дная И́ндия (Азад Хинд) — прояпонское «правительство Индии в изгнании», учреждённое в Сингапуре в 1943 году. Создано индийскими националистами, для освобождения Индии от британского правления. Правитель — Субхас Чандра Бос.
Азад Хинд выпускал свои деньги и почтовые марки, имел свой кодекс. «Свободная Индия» контролировала Андаманские и Никобарские острова, а также часть будущих штатов Манипур и Нагаленд.
Распалось в 1945-м, после гибели Боса в авиакатастрофе.

### Вьетнамская империя
Создание Вьетнамской империи (вьет. Đế quốc Việt Nam) было провозглашено 11 марта 1945 года, когда Япония объявила, что возвращает власть над Вьетнамом Бао Даю. Уже в августе империя пала в результате Августовской революции.

## Конец тоталитаризма
После бомбёжек Хиросимы и Нагасаки, а также объявления 9 августа 1945 г. войны Японии Советским Союзом, 14 августа 1945 года японское правительство заявило о своем намерении принять условия Потсдамской декларации.
2 сентября 1945 года Япония подписала акт о безоговорочной капитуляции. Вместе с капитуляцией, в стране была демонтирована тоталитарная система. С самого начала оккупации начались неофициальные суды над военными преступниками. Первый официальный судебный процесс проходил в Токио, с 3 мая 1946 года по 12 ноября 1948 года в Международном военном трибунале по Дальнему Востоку. Процесс вошёл в историю под названием «Токийский».

## Последствия войны и тоталитарного строя
- Экономика была полностью разрушена.[30]
- Началась инфляция.[31]
- Политику нужно было начинать с чистого листа.[11][32]

Но кроме этого все большие города были разорены союзническими войсками. Промышленность, транспортные и информационные сети были сильно повреждены. Армия уничтожена и ликвидирована. До 1948 года шли судебные процессы над военными и политическими преступниками. Свыше 500 военных офицеров покончили жизнь самоубийством сразу после капитуляции Японии, но сотни других отправились под Военный Трибунал, и по его решению многие были казнены. Император Хирохито не был объявлен военным преступником и официально продолжал править, несмотря на то что оккупация лишила его множества полномочий.
Оккупационные власти, провели реформы в экономической, политической, социальной и культурной областях с целью устранить все элементы бывшего тоталитарного строя и предотвратить повторный вооруженный конфликт. В результате реформ бывшая абсолютная монархия преобразовалась в конституционную. Военизированная верхушка была устранена, чтобы окончательно ликвидировать следы милитаризма политики Японии.
Оккупация длилась 7 лет: с 1945 по 1952 год. В 1952 году вступил в силу мирный договор, и оккупация была снята.